# ماریو لودویکو برگارا
ماریو لودویکو برگارا (اسپانیایی: Mario Ludovico Bergara‎; ۱ دسامبر ۱۹۳۷ – ۲۸ فوریهٔ ۲۰۰۱) بازیکن فوتبال اهل اروگوئه بود.
از باشگاه‌هایی که در آن بازی کرده‌است می‌توان به باشگاه فوتبال ناسیونال اروگوئه، تیم ملی فوتبال اروگوئه، باشگاه فوتبال مونته‌ویدئو واندررز، و باشگاه فوتبال مونته‌ویدئو واندررز، اشاره کرد.